# Pirtó vasútállomás
Pirtó vasútállomás egy Bács-Kiskun vármegyei vasútállomás Pirtó településen, a MÁV üzemeltetésében. A község lakott területétől jó két kilométerre délre, jobbára lakatlan külterületek közt helyezkedik el, nem messze az 53-as főút és az 5406-os út keresztezésétől; közúti elérését a főútból keletnek kiágazó 54 308-as számú mellékút teszi lehetővé.

## Vasútvonalak
Az állomást az alábbi vasútvonalak érintik:
- Budapest–Kelebia-vasútvonal

## Kapcsolódó állomások
A vasútállomáshoz az alábbi állomások vannak a legközelebb:
- Pirtói szőlők megállóhely (Budapest–Kelebia-vasútvonal)
- Kiskunhalas vasútállomás (Budapest–Kelebia-vasútvonal)

## Forgalom
| Járat | Útvonal | Gyakoriság |
| ----- | --- | ---------- |
|       | A vonalon a vasúti szolgáltatás szünetel, a vonatok helyett a Volánbusz járatai közlekednek. A legközelebbi buszmegálló: Pirtó, Patkó tó |            |